# Mauro Raphael
Mauro Raphael, conegut com a Maurinho, (6 de juny de 1933 - 28 de juny de 1995) fou un futbolista brasiler.

## Selecció del Brasil
Va formar part de l'equip brasiler a la Copa del Món de 1954.